# Louis Boyer
Louis Boyer   (París, 20 de gener de 1901 - 1999) va ser un astrònom francès que va desenvolupar la seva carrera a l'observatori d'Alger i posteriorment a l'observatori de Niça.
En 1931 va publicar juntament amb Gonnessiat, Reiss, Renaux i Filippoff un article titulat Positions de petites planètes et de Pluton obtenues à l'Equatorial photographique de l'Observatoire d'Alger.

## Descobriments
Entre 1930 i 1952 va descobrir 40 asteroides que va dedicar en la seva major part als seus col·legues de l'Observatori d'Alger o de la seva família. El Minor Planet Center acredita els seus descobriments com a L. Boyer.
Els asteroides (1239) Queteleta, descobert per I. Delporte en Uccle el 4 de març de 1932 de, i (1468) Zomba, descobert per Cyril V. Jackson en Johannesburg, serien descoberts també amb posterioritat i de forma independent per Boyer.
| Asteroides descoberts: 40 | Asteroides descoberts: 40 |
| ------------------------- | ------------------------- |
| (1177) Gonnessia          | 24 de novembre de 1930    |
| (1211) Bressole           | 2 de desembre de 1931 de  |
| (1212) Francette          | 3 de desembre de 1931 de  |
| (1295) Deflotte           | 25 de novembre de 1933    |
| (1296) Andrée             | 25 de novembre de 1933    |
| (1301) Yvonne             | 3 de març de 1934         |
| (1338) Duponta            | 4 de desembre de 1934 de  |
| (1339) Désagneauxa        | 4 de desembre de 1934 de  |
| (1340) Yvette             | 27 de desembre de 1934 de |
| (1343) Nicole             | 29 de març de 1935        |
| (1344) Caubeta            | 1 d'abril de 1935         |
| (1364) Safara             | 18 de novembre de 1935    |
| (1377) Roberbauxa         | 14 de febrer de 1936      |
| (1380) Volodia            | 16 de març de 1936        |
| (1392) Pierre             | 16 de març de 1936        |
| (1400) Tirela             | 17 de novembre de 1936    |
| (1412) Lagrula            | 19 de gener de 1937       |
| (1413) Roucarie           | 12 de febrer de 1937      |
| (1414) Jérôme             | 12 de febrer de 1937      |
| (1415) Malautra           | 4 de març de 1937         |
| (1416) Renauxa            | 4 de març de 1937         |
| (1511) Daléra             | 22 de març de 1939        |
| (1574) Meyer              | 22 de març de 1949        |
| (1577) Reiss              | 19 de gener de 1949       |
| (1594) Danjon             | 23 de novembre de 1949    |
| (1597) Laugier            | 7 de març de 1949         |
| (1598) Paloque            | 11 de febrer de 1950      |
| (1599) Giomus             | 17 de novembre de 1950    |
| (1601) Patry              | 18 de maig de 1942        |
| (1606) Jekhovsky          | 14 de setembre de 1950    |
| (1616) Filipoff           | 15 de març de 1950        |
| (1617) Alschmitt          | 20 de març de 1952        |
| (1629) Pecker             | 28 de febrer de 1952      |
| (1630) Milet              | 28 de febrer de 1952      |
| (1649) Fabre              | 27 de febrer de 1951      |
| (1713) Bancilhon          | 27 de setembre de 1951    |
| (1714) Sy                 | 25 de juliol de 1951      |
| (1851) Lacroute           | 9 de novembre de 1950     |
| (2021) Poincaré           | 26 de juny de 1936        |
| (4422) Jarre              | 17 d'octubre de 1942      |

## Epònims
L'asteroide (1215) Boyer descobert en 1932 va ser nomenat en el seu honor pel seu col·lega Alfred Schmitt.
 En compensació, ell va posar el seu nom a un dels seus asteroides, (1617) Alschmitt, i el de la seva esposa i també col·lega Odette Bancilhon a un altre, (1713) Bancilhon.